# 창 밖에 부는 바람
《창 밖에 부는 바람》은 1994년 7월 18일부터 1994년 11월 12일까지 방영된 KBS 2TV 아침드라마이다.

남편의 옛 애인이 나타나면서 시작된 갈등과 시련을 그린 드라마

## 제작진
- 극본 : 전경애(전기연)
- 연출 : 고성원

## 출연진
- 권기선
- 김용림
- 남성훈
- 이영범
- 이춘식
- 이혜숙 - 이원희 역
- 임채무
- 최수지
- 이리노 - 박동민 역